# Philipp III. (Nassau-Weilburg)
Philipp III. von Nassau-Weilburg (* 20. September 1504 in Schloss Neuweilnau; † 4. Oktober 1559 in Weilburg) war Graf von Nassau-Weilburg. Zu seinen wichtigsten Leistungen gehörten die Einführung der Reformation, die Gründung des Gymnasiums Philippinum und der Baubeginn am heutigen Schloss Weilburg.

## Leben
Philipp war der Sohn von Ludwig I. von Nassau-Weilburg (* um 1473; † 1523). Nach dem Tod seines Vaters übernahm er mit 19 Jahren die Regierungsgeschäfte.
Die Nassauer Teilgrafschaft Nassau-Weilburg umfasste unter Philipp die Ämter Weilburg, Merenberg, Usingen, Sonnenberg und Gleiberg. Wichtige Orte waren noch Kirberg, Weilmünster und Neuweilnau. Weiterhin umfasste die Herrschaft Anteile an verschiedenen Gebieten, die jeweils gemeinsamer Besitz waren. Mitbesitzer waren unter anderem die Grafen von Nassau-Saarbrücken und Nassau-Wiesbaden oder der Landgraf von Hessen.
Philipps Regierung fiel in das Zeitalter der Reformation. Diese wollte er in seiner Herrschaft befördern. Dazu verbündete er sich mit Philipp I. von Hessen. Andererseits achtete er darauf, dass er nicht zu einem Vasallen von Hessen wurde. Er betonte daher seine Stellung als reichsunmittelbarer Graf und war schon früh im Wetterauischen Reichsgrafenkollegium aktiv.
Philipp starb im Alter von 55 Jahren in Weilburg und wurde in der Schlosskirche beigesetzt. Seinen Erben hinterließ er eine hochverschuldete Teilgrafschaft. Seine Ziele hatten seine Leistungsfähigkeit überstiegen.
Seine Söhne Albrecht und Philipp regierten bis 1561 die Teilgrafschaft Weilburg gemeinsam und teilten sie dann untereinander auf.

### Außenpolitik
Wegen der hohen Verschuldung seines Vaters war in der Herrschaft Nassau-Weilburg Johann Ludwig I. von Nassau-Saarbrücken als Vormund bestellt worden. Erst im Jahr 1524 konnte daher Philipp seine Herrschaft einnehmen. Er veranlasste zu Beginn seiner selbstständigen Regierungszeit die Teilung der Herrschaft Kirchheim und Stauf, die gemeinsamer Besitz von Nassau-Weilburg und Nassau-Saarbrücken war. Die Erbverbrüderung mit Nassau-Saarbrücken wurde 1524 ebenfalls erneuert. Mit dem Fortschreiten der Reformation in Nassau-Weilburg entzweiten sich die Grafen zunehmend und Philipp suchte im Wetterauer Grafenverein Rückhalt.
Auf dem Reichstag in Regensburg 1532 sagten Philipp von Nassau-Weilburg gemeinsam mit Philipp von Nassau-Wiesbaden die Stellung von 16 Reitern und 80 Infanteristen an Kaiser Karl V. zu. Diese sollten im Krieg gegen das Osmanische Reich eingesetzt werden. Im Gegenzug erhielt Philipp Marktrechte für Rückershausen und Usingen.
Nach dem Ende des Wetterauer Grafenvereins (1535) näherte sich Philipp an Hessen an. Am 25. Januar 1536 schloss er mit Philipp I. von Hessen einen umfassenden Tauschvertrag. Hessen erhielt die an Nassau verpfändete Steuer der Reichsstadt Wetzlar, die Hoheit über die Burg Kalsmunt, die Reichsvogtei über Wetzlar und die Herrschaft über das Kloster Altenberg. Im Gegenzug erhielt Philipp III. von Nassau-Weilburg Burg und Stadt Katzenelnbogen, das hessische Viertel an Burg und Amt Löhnberg und das Recht, den hessischen Anteil an Burg und Amt Hadamar aus der Pfandschaft zu lösen.
Auf Empfehlung von Philipp I. von Hessen trat Philipp von Nassau-Weilburg am 26. August 1537 offiziell dem Schmalkaldischen Bund bei. Er unterstützte aber den Bund nur zögerlich. Insbesondere vereinbarte Sonderbeiträge wurden von Philipp nicht gezahlt. Als Hauptgrund führte Philipp an, dass ihm keine Abschrift der Bundesverfassung zugestellt worden sei.
Die Doppelehe Philipps von Hessen (1540) und die fehlende Unterstützungszusage des Bundes gegen Trier führten jedoch wieder zu einer Distanzierung Philipps vom Bund, ohne dass er offiziell austrat. Der Bund mahnte weiterhin fehlende Beiträge bei Philipp an. Philipp blieb jedoch mit Philipp I. von Hessen im engen Kontakt.
Im Schmalkaldischen Krieg unterstützte Philipp von Nassau-Weilburg dann Philipp I. von Hessen mit acht Reitern. Bereits nach den anfänglichen Siegen der kaiserlichen Truppen an der Donau rief er diese Unterstützung zurück. Der kaiserliche Feldmarschall Reinhard zu Solms führte danach eine Aussöhnung von Philipp von Nassau-Weilburg mit Kaiser Karl V. herbei.
Nachdem er die Aktivität im Schmalkaldischen Bund aufgegeben hatte, bemühte sich Philipp wieder um die Belebung des Wetterauer Grafenvereins. Die Neugründung erfolgt 1542 in Wetzlar. Im Jahr 1549 wurde Philipp zum Hauptmann des Vereins gewählt.

### Bergbau
Um die Haushaltslage aufzubessern, bemühte sich Philipp den Bergbau zu intensivieren. Gemeinsam mit bürgerlichen Partnern gründete er zwischen 1524 und 1530 in der Umgebung von Weilmünster mehrere Eisenbergwerke. Der gräflichen Familie gelang es im Laufe der Zeit, an den Berggesellschaften die Mehrheit zu erlangen. 1536 erließ Philipp eine einheitliche Bergordnung für seinen gesamten Herrschaftsbereich. Der erhoffte Wirtschaftsaufschwung blieb jedoch aus.

### Bauwesen

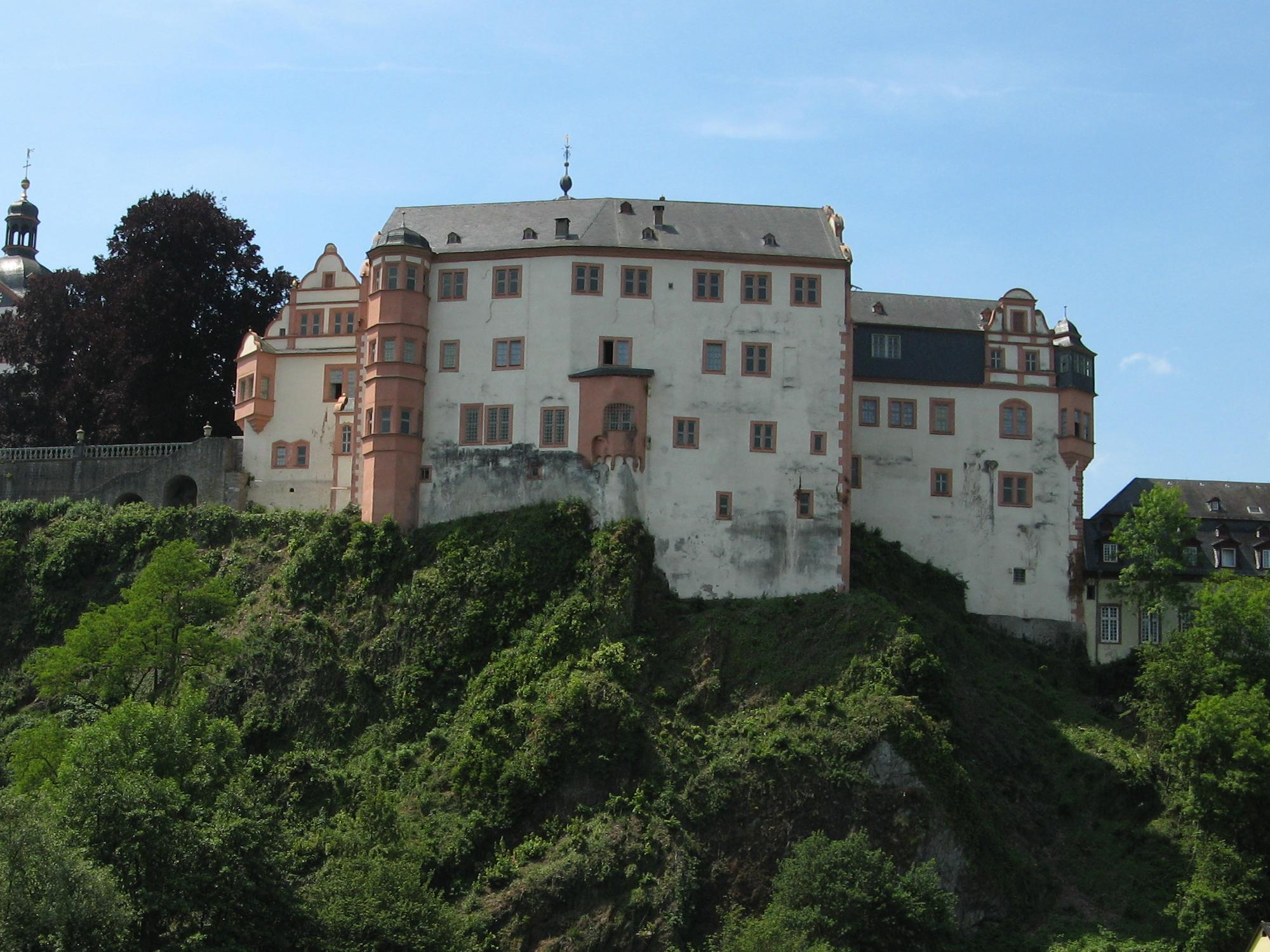
Der heutige Ostflügel ist das Wohnhaus, das sich Philipp in Weilburg errichten ließ

Philipp war Initiator mehrerer Bauprojekte in seiner Teilgrafschaft. Das wichtigste war die Errichtung einer neuen Residenz in Weilburg. An dem in zwei Bauabschnitten errichteten Schloss Weilburg waren die Baumeister Nikolaus Schickedanz aus Frankfurt (Ostflügel) und Balthasar Wolff aus Heilbronn (Süd- und der Westflügel) verpflichtet worden. Die Bauarbeiten dauerten von 1533 bis 1549. Es wurde ein repräsentatives Wohnhaus errichtet, der heutige Ostflügel des Schlosses Weilburg sowie der Süd- und der Westflügel als Wirtschaftsgebäude. Noch heute ist am Treppenturm des Ostflügels das Allianzwappen von Philipp III. von Nassau-Weilburg und Amalie zu Isenburg-Büdingen angebracht.
Die baufällige Stadtkirche Weilburg wurde instand gesetzt und 1555 ein neuer Turm errichtet. Dieser Turm diente zeitweise auch als Hochbehälter für Wasser. Er wurde ebenfalls später in das Schloss Weilburg integriert.
Unterhalb des Weilburger Schlosses wurde 1555 wieder eine steinerne Lahnbrücke erbaut. Diese Brücke verband die Herrschaften Weilburg und Merenberg.
Nach Abschluss der Arbeiten in Weilburg wurde von 1551 bis 1558 das Schloss Usingen neu ausgebaut.

### Reformation
Unter Philipp wurde in Nassau-Weilburg die Reformation eingeführt. Dabei folgte er anfänglich der geistigen Strömung im Wetterauer Grafenverein, setzte sich jedoch ab 1526 zunehmend an die Spitze. Insbesondere in den Gebieten, die er gemeinsam mit Philipp I. von Hessen besaß, wurde die Reformation zügig umgesetzt. Diese Gebiete waren das Amt Hüttenberg und das Land an der Lahn (Heuchelheim, Kinzenbach, Launsbach, Wißmar, Rodheim und Fellingshausen).
Philipp nahm an der Versammlung des Wetterauer Grafenvereins am 20. Juni 1524 teil. Bei dieser wurde beschlossen, das Wormser Edikt nicht anzuwenden. Hierauf kam es zum Konflikt zwischen Philipp und dem Erzbischof Richard von Trier. Der Erzbischof beklagte sich, dass Philipp in seine geistliche Jurisdiktion eingreife und ihm zustehende Steuern zurückbehalte.
Im Deutschen Bauernkrieg beteiligte sich Philipp jedoch auf der Seite der Erzbischöfe von Trier und Mainz, um den Aufstand niederzuwerfen.
Auf der Versammlung des Wetterauer Grafenvereins 1525 in Butzbach wurde, im Beisein von Hermann von Neuenahr, dem evangelischen Glauben zugesprochen. Es wurde ein Verzeichnis aller Klöster und Stifte aufgestellt, um diese zukünftig zu besteuern. Für das Stift Weilburg wurde die Steuer auf 100 Gulden und für das Kloster Pfannstiel auf 15 Gulden festgelegt.
Mit Erhard Schnepf berief Philipp im Jahr 1525/26 den ersten evangelischen Prediger in seine Herrschaft. Nach dem Reichstage zu Speyer 1526 wurde Schnepf beauftragt die Reformation in Weilburg durchzuführen. Bei dieser Aufgabe stieß Schnepf auf den Widerstand des Weilburger Stiftes, des Weilburger Stadtpfarrers Johann Roß und vor allem des Klosters Pfannstiel. Trotz Protesten der Erzbischöfe von Mainz und Trier hielt Philipp an Erhard Schnepf fest. Interne Streitereien im Wetterauer Grafenverein bremsten jedoch die Geschwindigkeit der Reformation. Nach dem Ruf Schnepfs an die neu gegründete Universität Marburg 1527 versuchte Philipp den Prediger in Weilburg zu halten. Hierzu wurde Johann Roß, seit 28 Jahren Pfarrer in Weilburg, aus dem Land verwiesen. Im Jahr 1528 wechselte Schnepf jedoch an die Universität Marburg.
Die Reformation wurde nun vom Hofprediger Heinrich Stroß (Romanus) weiter betrieben. Stroß führte 1535 die erste umfassende Visitation in Nassau-Weilburg durch.
Nach dem Beitritt zum Schmalkaldischen Bund wurde die Reformation in Nassau-Weilburg beschleunigt. Philipp verfügte die Aufhebung des kleinen Johanniter-Konvents Pfannstiel und den Verkauf der wertvollen liturgischen Geräte des Walpurgisstifts Weilburg. Im Jahr 1540 gründete Philipp in Weilburg eine Freischule, die sich schnell zum Zentrum der Bildung entwickelte. Die Freischule ist die Vorläuferin des Gymnasiums Philippinum Weilburg.
Nach dem Tod von Heinrich Stroß wurde 1546 Kasper Goltwurm als neuer Hofprediger nach Weilburg berufen. Dieser hielt 1547 eine Synode mit den Geistlichen der Grafschaft in Weilburg und machte sich um die Freischule verdient. Goltwurm wurde 1548 offiziell zum Visitator ernannt.
Durch das Augsburger Interim wurde die Reformation unterbrochen. Goltwurm ermunterte die Pfarrer zum Widerstand gegen die katholische Gegenreformation, die von den Erzbischöfen in Trier und Mainz betrieben wurde. Die Gegenreformation scheiterte, weil die Erzbischöfe nicht über genug katholische Pfarrer verfügten, um alle Pfarrstellen zu besetzen, und daher die reformierten Pfarrer im Amt belassen mussten. Philipp musste jedoch 1550 Goltwurm für ein halbes Jahr beurlauben. Dieser reiste in der Zeit nach Wittenberg und verfasste das Buch Die schöne und tröstliche Historia von Joseph, das er Philipp widmete.
Nach dem Passauer Vertrag 1552 konnten Philipp und Goltwurm wieder die Reformation aufnehmen. Die zwischenzeitlich eingesetzten katholischen Pfarrer wurden von ihren Pfarreien abgesetzt. Zahlreiche Kelche und Messgewänder wurden verkauft. Das Stift Weilburg bekam eine neue Ordnung. Eine Synode der reformierten Geistlichen wurde 1553 nach Weilburg einberufen. Am 3. Januar 1555 wurde das Weilburger Stift endgültig aufgelöst. Mit dem Augsburger Reichs- und Religionsfrieden wurde die geistliche Jurisdiktion der Erzbischöfe aufgehoben.

## Ehen und Nachkommen
Philipp heiratete 1523 Elisabeth von Sayn-Hachenburg (* unbekannt; † 5. Februar 1530/31). Ihre Familie gehörte ebenfalls zum Wetterauer Grafenverein. Die vier gemeinsamen Kinder starben im frühen Alter.
Nach dem Tod seiner ersten Frau heiratete er im Jahr 1536 Anna von Mansfeld (* 1520; † 26. Dezember 1537), Tochter von Graf Albrecht von Mansfeld. Diese Ehe wurde durch Philipp I. von Hessen vermittelt. Sie starb am Tag der Geburt ihres einzigen Kindes Albrecht (* 26. Dezember 1537; † 11. November 1593 in Ottweiler).

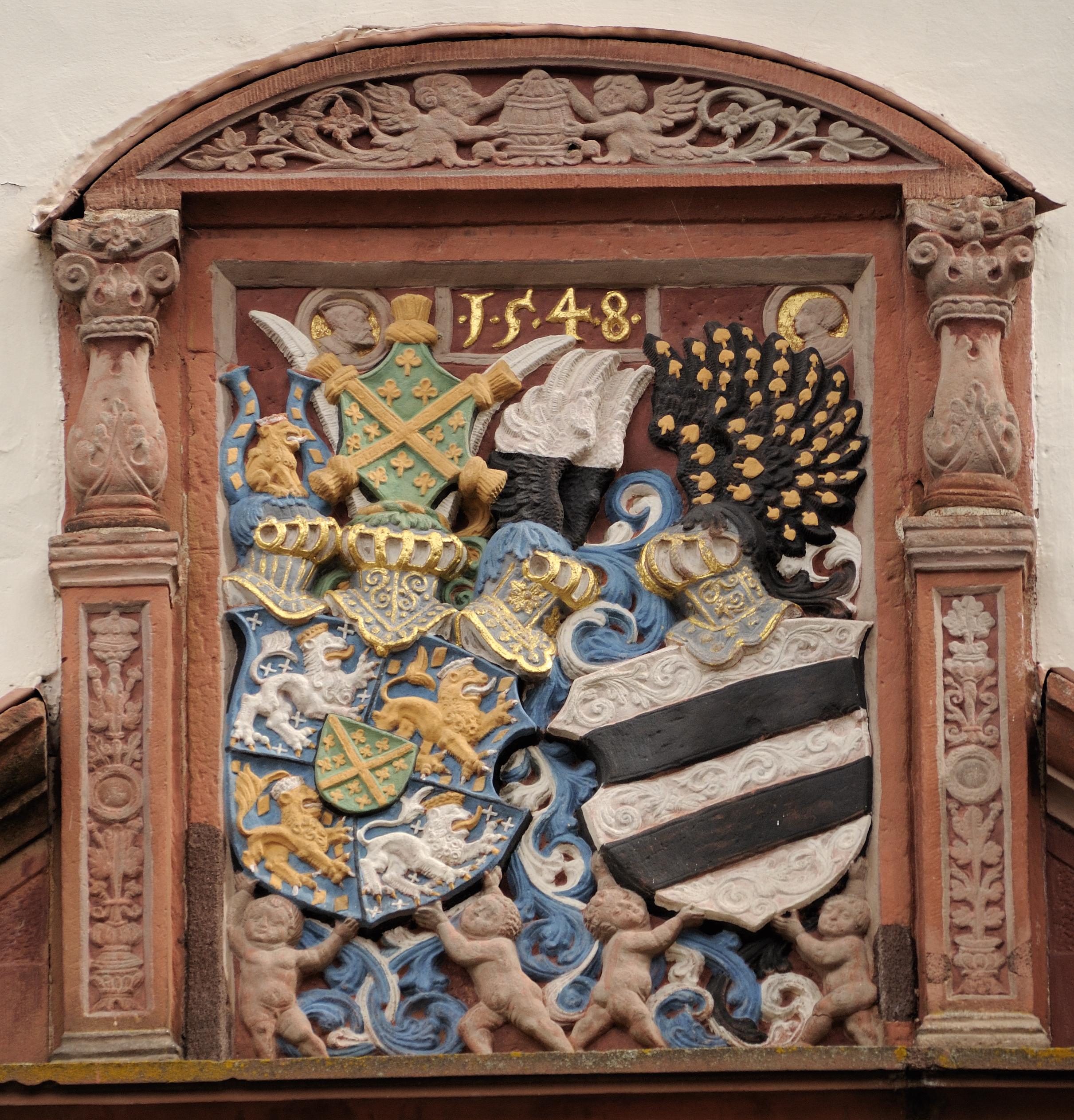
Allianzwappen Isenburg und Nassau-Weilburg, Schloss Weilburg

In dritter Ehe heiratete Philipp im Jahr 1541 Amalie zu Isenburg-Büdingen (* 23. Juni 1522; † 18. Mai 1579 in Offenbach). Diese Ehe wurde ebenfalls durch Philipp I. von Hessen vermittelt. Hochzeitstag war der 17. August 1541. Mit ihr hatte er die drei Kinder:
- Philipp (* 14. Oktober 1542; † 12. März 1602 in Saarbrücken)
- Ottilie (* 27. Juli 1546; † um 1610) ⚭ 1567 Graf Otto I. von Salm-Kyrburg  (* 15. August 1545; † 7. Juni 1607)
- Anna Amalie (* 26. Juli 1549; † 7. Januar 1598) ⚭ 1588 Graf Friedrich I. von Salm (* 3. Februar 1547; † 26. Oktober 1608)